# 卡姆薩爾

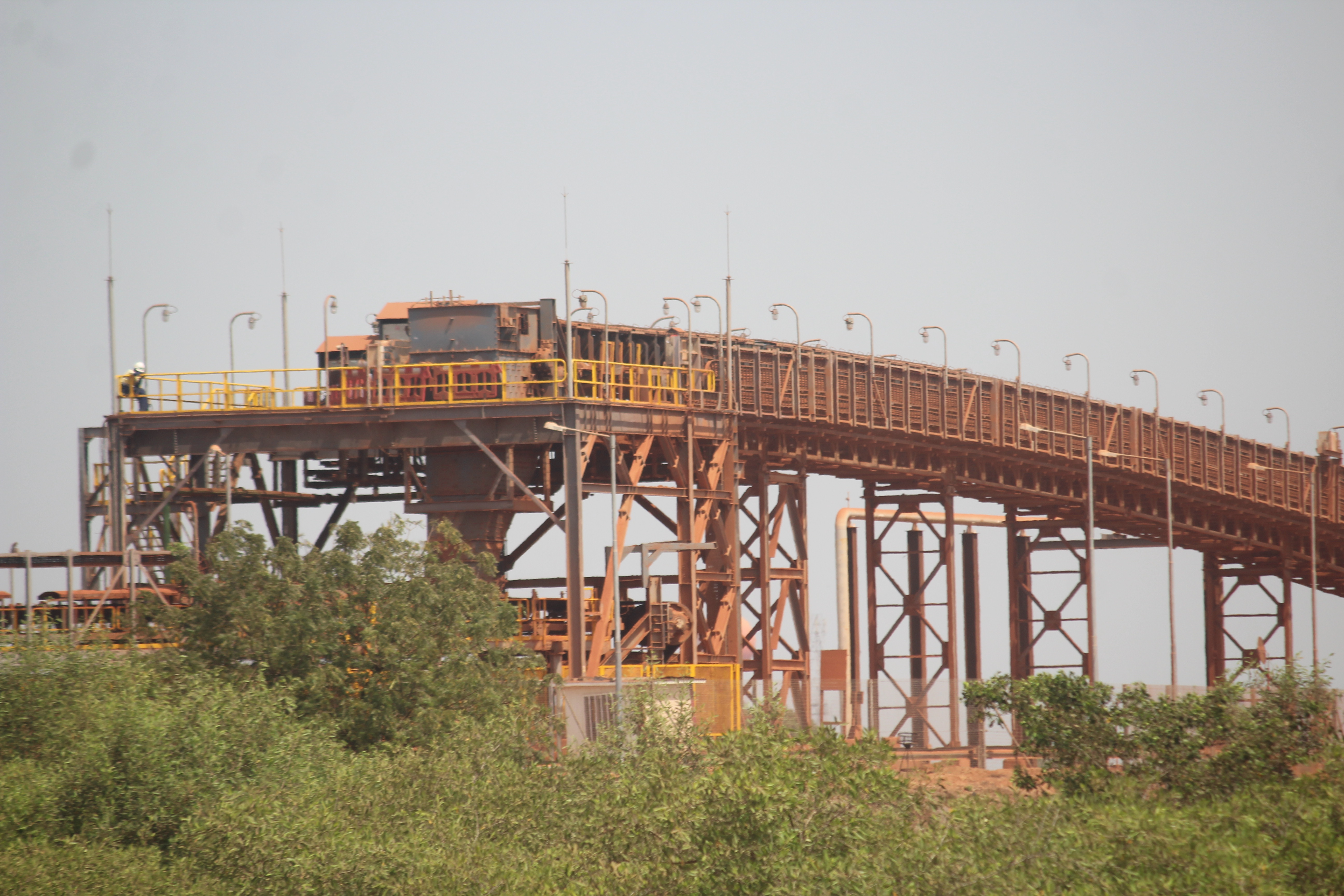
卡姆薩爾碼頭

卡姆薩爾是西非國家畿內亞的港口城市，位於博凱省的努涅斯河口，距離首都科納克里約175公里，是該國最大的海港，主要出口鋁土礦，市內有機場設施，2008年人口估計為88,222。

## 外部連結
- Rail Map (gray line)
- MSN Map[永久]